# Ruokolahti (sjö i Keuru, Mellersta Finland)
Ruokolahti är en sjö i kommunen Keuru i landskapet Mellersta Finland i Finland. Arean är 11 hektar och strandlinjen är 3,59 kilometer lång.  Den  ingår i Kumo älvs huvudavrinningsområde.  Sjön ligger omkring 58 kilometer väster om Jyväskylä och omkring 220 kilometer norr om Helsingfors. 
I sjön finns ön Tallisaari (halvö). 